# Philosophy (Album)
Philosophy ist ein Jazzalbum des Mario Pavone Dialect Trio mit Matt Mitchell und Tyshawn Sorey. Die am 18. August 2018 im Studio Firehouse 12, New Haven, Connecticut, entstandenen Aufnahmen erschienen am 26. Juli 2019 auf Clean Feed Records. Es war das letzte Album, das Pavone zu Lebzeiten veröffentlichte; der Bassist starb im Mai 2021.

## Hintergrund
Bei einem Piano-Jazz-Trio-Format unter der Leitung eines Bassisten wie Pavone sei die Absicht, diese Art von Instrumentierung in eine demokratischere zu verändern, heißt es in den Liner Notes des Albums. Pavones Dialect Trio hatte ihr Debüt 2016 mit dem Album Blue Dialect (gleichfalls veröffentlicht auf dem Label Clean Feed), gefolgt von Chrome (Playscape, 2017).

## Titelliste
- Mario Pavone Dialect Trio: Philosophy (Clean Feed CF530CD)[2]
  1. 8/18/18, 6:04
  2. Philosophy, 4:21
  3. Circles (Annette Peacock), 4:46
  4. The Beginning (Annette Peacock), 1:42
  5. Everything There Is (Pavone, Mitchell, Sorey), 5:59
  6. Two Thirds Radial, 4:14
  7. Iskmix, 5:08
  8. Noka, 4:33
- Sofern nicht anders angegeben, stammen alle Kompositionen von Mario Pavone.

## Rezeption
Nach Ansicht von Giuseppe Segala, der das Album in All About Jazz rezensierte, zeige wieder einmal ein Trio mit Piano, Bass und Schlagzeug, wie viele Gesichter und Orientierungen dieses Instrumentalensemble annehmen kann, das im modernen zeitgenössischen Jazz zur Inflation gepflegt werde. Es gebe Musiker, schrieb Segala, die ihren künstlerischen Weg mit Diskretion verfolgen und, auch ohne sich unter die Protagonisten zu stellen, eine wichtige Rolle als Konnektoren herausarbeiten, „hartnäckige Weber der Handlungen, die eine künstlerische Periode lebenswichtig und bedeutsam machen.“ Der Kontrabassist Mario Pavone sei zweifellos einer davon. Ein wertvoller Musiker, großzügig mit Initiative.

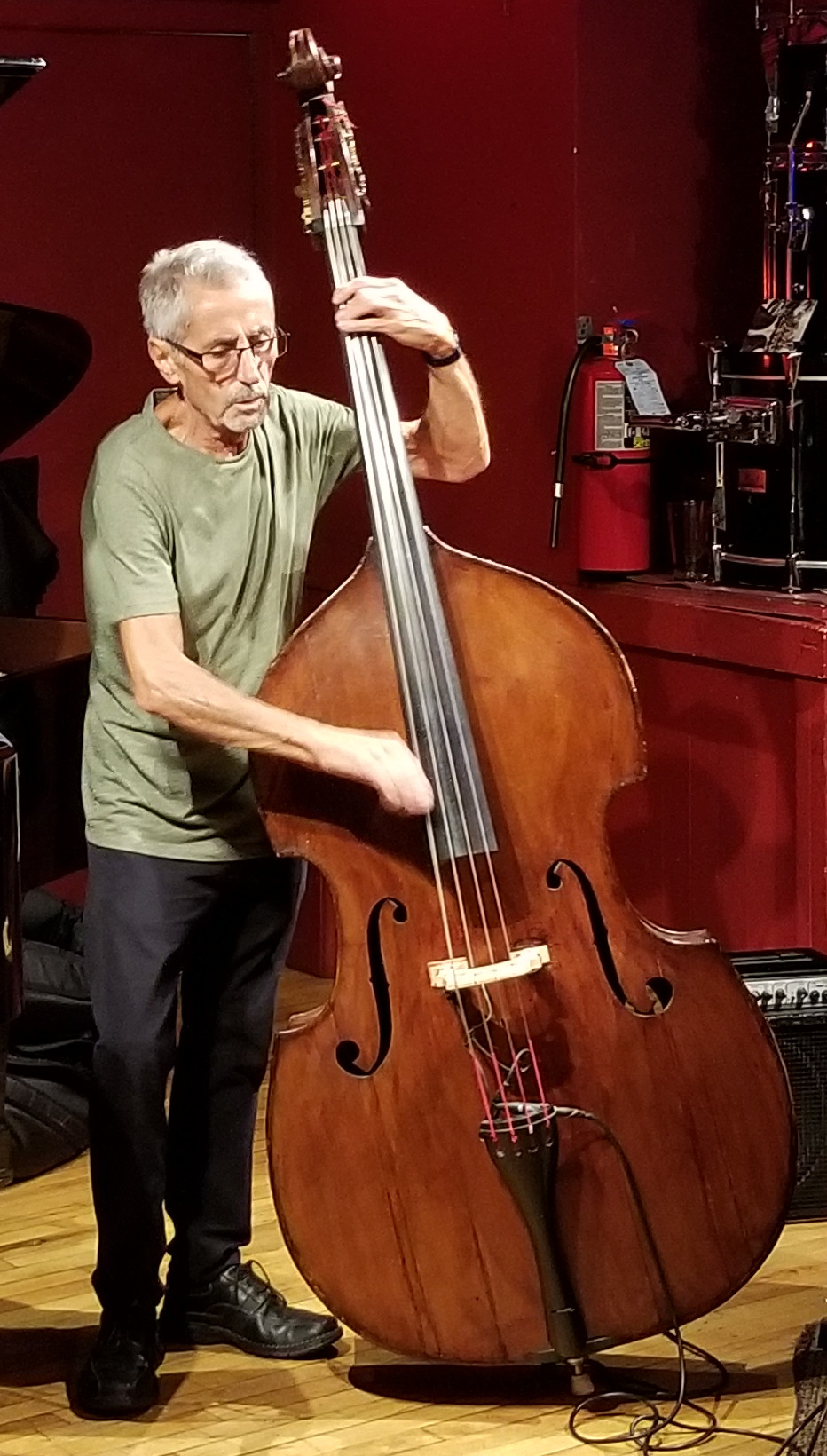
Mario Pavone (2018)

Jim Macnie schrieb in JazzTimes, Mario Pavone platziere die luftigste Ballade neben dem lebhaftesten Rocker, und das wechselnde Temperament zwischen Circles und The Beginning sei eine aussagekräftige Zusammenfassung der Absichten der Gruppe sowie eine aufschlussreiche Momentaufnahme des rhythmischen Landschaft dieses Albums. Die Band sei sehr genau darin, um Abstraktion und Swing miteinander zu verbinden und die Schlüsselelemente zu fassen, die die raffinierten Stücke des erfahrenen Bassisten ausbalancieren.
Melodien kommen und gehen in dieser Musik, so der Autor. Pavones markige Themen – wie der gekritzelte Bop von 8-18-18 oder die cool-orientierte Spielweise von Two Thirds Radial – lassen Raum für die Flexibilität, die für das Leitbild des Trios von zentraler Bedeutung sei.
Der Pianist und Komponist Matt Mitchell war in den letzten Jahren Pavones ein häufiger Sideman in dessen Trio und fühlte eine starke Verwandtschaft mit Pavones Kompositionsstil, notierte Martin Johnson. „Er hatte eine einzigartige Art zu komponieren, die endlose faszinierende Erkundungen von ‚Puls‘ und ‚Antrieb‘ inspirierte, zwei seiner musikalischen Lieblingsbegriffe“, sagte Mitchell. „Alles zusammenzubinden war Marios unerschütterliche Bestimmtheit und Großzügigkeit und sein endloser Durst nach neuen Klängen und Ansätzen.“
Kevin Whitehead schrieb 2021 im Down Beat anlässlich des Bühnenabschieds des Bassisten, Pavone komponierte am Bass und hätte seit seinem Debüt Digit von 1979 seine eigenen Stücke gespielt. Ein typisches Stück entstehe aus der Basslinie (die nicht immer durchgehend ist: Stille und Raumfigur auch in seinem Spiel, die seine Jahre mit dem Trompeten-Minimalisten Bill Dixon widerspiegeln). „Dann könnte er es harmonisieren oder eine Gegenlinie am Klavier hinzufügen, um Spannung aufzubauen. Als nächstes übergibt er ein Band und alle Skizzen an einen "Arrangeur / Mitarbeiter", um es richtig zu notieren. Fügt man möglicherweise eine obere Zeile hinzu, wenn es Pavone gefällt, oder punktiert man es für mehrere Hörner. Der Saxophonist Marty Ehrlich war in den 1990er Jahren Pionier in diesem Prozess, gefolgt vom Trompeter Steven Bernstein und dem Trompeter Dave Ballou im letzten Jahrzehnt.“
Pavone sagte, so zitiert der Autor im Weiteren, er schätze Mitchell und Sorey (und Ballou) dafür, wie sie das Zeitspiel zurückhalten und [dennoch] vorankommen können. „Die Arrangeure und Improvisatoren, mit denen ich zusammengearbeitet habe – auch Gerald Cleaver und Tony Malaby – wissen, was ich versuche, und sie sind dem sehr großzügig gegenüber. Sie finden Wege, ihr Ding in das zu integrieren, was ich auszudrücken versuche, ohne die ursprünglichen Absichten dahinter zu überwältigen.“